# 大友花恋
大友花恋（日语：／ Otomo Karen，1999年10月9日—），日本女演员，群马县生身，隸屬研音经纪公司。

## 简介
1999年生于日本群马县，小时候喜欢看时尚杂志，向往成为模特。小学六年级时，通过母亲的帮助，通过了现属事务所的检试，签约成为模特，踏入演艺圈。2012年7月周六晚11点播出的5集连续剧《结婚同窗会》中首次出演，成为女演员。同年在连续剧《噩梦小姐》中出演，饰演能做预知梦的古藤结衣子的同班同学近藤七海。这是她首次在地上波播放的电视剧中演出。
2013年，出演了《幽灵女友》和《丈夫的女朋友》两部电视剧。在参与人数超过6400的杂志《Seventeen》“Miss Seventeen 2013”选拔大赛中，与田边桃子一道获得最高奖，成为《Seventeen》的专属模特。

## 参演作品

### 電視劇
- 《结婚同窗会〜SEASIDE LOVE〜》（2012年7月13日－8月17日，富士电视TWO）饰演：夏目莲花（初中时期）
- 《噩梦小姐》（2012年10月13日－12月22日，日本电视台）饰演：近藤七海
- 《幽灵女友》（2013年4月9日－6月18日，关西电视台）饰演：广田香橙（初中时期）[4]
- 《放课后GROOVE》（2013年4月22日－6月24日，TBS）饰演：北野二叶子
- 《丈夫的女朋友》（2013年10月24日－12月12日，TBS）饰演：小松原实花
- 《戀仲》第2集－第9集（2015年7月20日－9月，富士電視台）饰演：山城心音
- 《極樂天使》（2016年4月23日－6月18日）饰演：堤彩香(妹妹)
- 《戀聲情人夢》（2016年7月8日－9月30日，東京電視台）飾演：西園秋
- 《我可能沒那麼愛你》 第5集、第7集（2017年5月16日、30日，TBS）飾演：有島佳菜
- 《屋頂的戀人（日语：屋根裏の恋人）》（2017年6月3日 －7月22日，富士電視台）飾演：西條帆花
- 《毛骨悚然撞鬼經驗》夏之特別篇2017 「墳墓在哪裡」（2017年8月19日，富士電視台）飾演：長峰美優
- 《記不起》（2017年12月2日，WOWOW）飾演：神田美奈
- 《電影少女～VIDEO GIRL AI 2018～》第4集－第8集、第12集（2018年2月3日－3月3日、31日，東京電視台）飾演：大宮莉佳
- 《ミューブ♪〜秘密的歌園〜（日语：ミューブ♪〜秘密の歌園〜）》（2018年4月17日 －6月19日，名古屋電視台）飾演：溝渕裕子
- 《熱舞啦啦隊》（2018年7月13日－2018年9月14日，TBS）：飾演 榎木妙子[5]
- 《輪到你了》（2019年4月14日－9月，TBS）飾演：[6]
- 《總有一天，睡著的日子》（2019年7月15日－8月20日，富士電視台）飾演：森野螢
- 《新手姊妹的雙人餐桌》（2019年10月10日－12月26日，東京電視台）主演：綾理（與山田杏奈雙主演）[7]
- 《惡魔的手毬歌～金田一耕助、再來～》（2019年12月21日，富士電視台）飾演：仁禮文子[8]
- 《錢的盡頭是愛情的開始》（2020年9月15日 - 10月6日，TBS）飾演：牛島瑠璃[9]
- 《35歲的少女》（2020年10月10日 - 12月12日，日本電視台）飾演 ：林田 藤子（部下的戀人）
- 《夢見了那個女孩（日语：あのコの夢を見たんです。）》 第7集（2020年11月14日，東京電視台）飾演： [10]
- 《西荻窪 三星洋酒堂》 第1集（2021年2月11日，MBS）飾演 ：梶野惠
- 《秘密內幕～女警的反擊～劇》第1話（2021年7月7日，日本電視台）飾演 ：ミーちゃん
- 《距離初體驗還有1小時》第8話（2021年9月10日，每日放送）飾演 ：胡桃沢まみ子
- 《不良少年與白手杖女孩》第4話 - 第6話（2021年10月27日 - 11月10日，日本電視台）飾演 ：紺野
- 《失戀飯》第5話（2022年1月14日・Amazon Prime Video、2022年7月・讀賣電視台）飾演：女兒
- 《現在的年輕人喔…》（2022年4月9日 - 5月28日，WOWOW）飾演 ：神秘美女
- 《金田一少年之事件簿2022》第1話（2022年4月24日，日本電視台）飾演 ：櫻樹琉璃子
- 《毛骨悚然撞鬼經驗 夏之特別篇2022》 「非常通報」（2022年8月20日，富士電視台）飾演：如月美沙
- 《獻給國王的無名指》第6話（2023年5月23日，TBS）飾演：春日みなみ
- 《Fixer Season3》（2023年10月8日 - 11月5日，WOWOW）飾演：氏原早紀[11]
- 《Hyena》（2023年10月20日 - 12月8日，東京電視台）- 飾演：三浦遙[12]
- 《愛麗絲在廚房》（2024年1月21日 - ，日本電視台）- 飾演：松浦百花[13]

### 电影
- 《噩梦小姐电影版》（预定2014年5月3日上映，东宝）饰演：近藤七海
- 《稻草人與球拍〜亞季和珠子的暑假（日语：案山子とラケット_〜亜季と珠子の夏休み〜）》（2015年4月4日，AEON ENTERTAINMENT（日语：イオンエンターテイメント））飾演：松丘珠子
- 《被遺忘的新娘》（2016年3月26日，東映）飾演： 安田優香[14]
- 《金牌男子（日语：金メダル男）》（2016年10月22日）飾演：間宮凛子
- 《我想吃掉你的胰臟》（2017年7月28日，東寶）飾演：恭子（學生時期）

### 網路劇
- 《總有一天，睡著的日子（日语：いつか、眠りにつく日）》（2019年3月21日，FOD）飾演：森野螢（主演）[15]
- 《在只有我是17歲的世界》（僕だけが17歳の世界で；2020年2月20日，AbemaTV）飾演：[16]
- 《妖怪人間貝拉～episode0～（日语：妖怪人間ベラ ～episode0～）》（2020年8月13日，Amazon Prime Video） 飾演：大野詩織
- 《NG妹大改造》（2021年2月12日 - 4月2日，Hulu）飾演：松丸綾乃
- （2021年11月5日 - 2022年1月7日，全10話，Spotify）飾演：佐佐木茉夕（主演）
- 《來自星星的你》（日本版，2022年2月23日，全10話，Amazon Prime Video）飾演：夏目忍

### 广告
- HARUTA鞋业 HARUTA IMAGE GIRL（2014年） - イメージキャラクター[17]

### 雜誌
- Seventeen（2013年10月號－）專屬模特兒

### 其他
- 全國高等學校足球選手權大會 第12屆應援經理[18]

## 外部連結
- 經紀公司個人介紹頁 （页面存档备份，存于）（日語）
- 大友花恋的Ameba部落格（日語）
- 大友花恋的Instagram帳戶